# Where's Waldo? (videojuego)
Where's Waldo? (¿Dónde está Waldo? en español) es un videojuego de rompecabezas desarrollado por Bethesda Softworks y publicado en 1991 por THQ para Nintendo Entertainment System. Fue el primer videojuego basado libremente en el libro del mismo nombre de Martin Handford. En su mayoría similares a los libros, los jugadores deben ayudar a Waldo a llegar a la luna al encontrarlo en cada uno de los ocho niveles del juego. 
El juego fue criticado por los críticos, quienes lo criticaron por sus gráficos, lo que hizo que fuera más difícil encontrar a Waldo en cada uno de los niveles.

## Jugabilidad
El objetivo del jugador es ayudar a Waldo a llegar a la luna, encontrando a Waldo en varias imágenes para avanzar en el juego. 
Hay ocho niveles en el juego. En los niveles de imagen, los botones de dirección controlan una lupa y debe colocarse sobre Waldo para "encontrarlo" y pasar al siguiente nivel y una nueva imagen. En el modo fácil y práctico, las imágenes son imágenes del tamaño de la pantalla en los niveles. En los modos Medio y Difícil, el jugador tiene que desplazarse hacia un lado para ver el resto del área. También en los modos Medio y Difícil, Waldo cambiará de color para que sea más difícil encontrarlo en los niveles de imagen. 
En el modo de práctica, no hay límite de tiempo, sin embargo, solo hay un número selecto de niveles abiertos (la estación de tren, el bosque y las cuevas). El límite de tiempo para los otros niveles varía; en fácil, el límite de tiempo es de diez minutos, en medio, el límite de tiempo es de siete minutos, y en el difícil, cinco minutos. Cada vez que se juega el juego, Waldo se mueve a una nueva ubicación en la escena.
No todos los niveles en el juego tienen el mismo formato de encontrar a Waldo que en los otros niveles; en el nivel de la cueva, el jugador debe encontrar a Waldo en la oscuridad. Para ayudar, Waldo aparecerá brevemente para dar una pista de dónde está Waldo. En el nivel del metro, el jugador debe atravesar un laberinto y recoger a Waldo y sus anteojos para salir del escenario. El jugador también debe evitar a Wizard Whitebeard, que puede restar rápidamente el tiempo si el jugador cae en su lugar. Y en el nivel final, el jugador debe combinar tres imágenes de Waldo para llevar a Waldo a la luna.

## Recepción
Las respuestas al juego de los revisores fueron negativas. Una de las críticas más conocidas del juego son los gráficos; Algunos de los objetos pixelados en cada uno de los niveles del juego tenían colores y rayas similares de la camisa de Waldo y en algunos niveles Waldo incluso cambiaría de color, lo que dificultaba encontrar a Waldo en cada uno de los niveles. Cracked.com dijo que Where's Waldo tiene los peores gráficos de cualquier juego de NES: "Se crearon muchos otros juegos con desafíos gráficos, pero este juego se lleva la palma".
ConsoleClassix.com dijo que, aunque los fanáticos del libro pueden disfrutar un poco del juego, otros jugadores pueden aburrirse. En un número de GameInformer, le dieron a Where's Waldo un 1 de cada 10 citando que era "un juego para aquellos demasiado flojos como para pasar la página". Al darle una F al juego, el escritor Cyril Lachel escribió: "Es difícil creer que algo sin sentido salió de Bethesda Softworks... ¿Dónde está Waldo? Con suerte en un vertedero, porque ahí es donde pertenece este pedazo de basura de 8 bits".  Un revisor de Yahoo! Voices, que le dio al juego 0.5 de 5 estrellas, incluso criticó los efectos de sonido.  Algunos críticos también notaron la falta de valor de repetición del juego, como en una revisión de Gamecola.net.
El juego figuraba en el n.º 12 de los "peores juegos de Nintendo" de Seanbaby.com.

## Secuela
Un año más tarde, se lanzó una secuela, The Great Waldo Search, en Nintendo Entertainment System, Super Nintendo y Mega Drive. Se basó en Where's Waldo?: The Fantastic Journey, el tercer libro de Where's Waldo? de la serie. Sin embargo, en 2009, una versión más moderna de esa secuela fue desarrollada por Ludia y publicada por Ubisoft en iOS, Microsoft Windows y sistemas de séptima generación de Nintendo, Wii y Nintendo DS. La nueva versión aprovecha especialmente los controles de movimiento superiores basados en punteros para localizar fácilmente los objetivos de búsqueda y los soportes frente al multijugador.